# 布拉索沃区
布拉索沃区（俄语：Брасовский район）是俄罗斯联邦布良斯克州下辖的一个区，其行政中心为洛科季。据2016年统计，该区的人口为20078人。